# Onobrychis stenostachya
Onobrychis stenostachya är en ärtväxtart. Onobrychis stenostachya ingår i släktet esparsetter, och familjen ärtväxter. Utöver nominatformen finns också underarten O. s. sosnowskyi.